# Chorknaben Uetersen
Die Chorknaben Uetersen sind ein 1965 gegründeter, als Verein organisierter Knabenchor. Aus einer kirchlichen Jungschar entstanden, entwickelte sich der Chor unter den Chorleitern Ilse Rieth (1965 bis 1991), Kristian Commichau (1991 bis 1995), Hans-Bernd Bockting (1995 bis 1999), Hans-Joachim Lustig (1999 bis 2023) und Felix Renner (seit 2023) zu einem der erfolgreichsten Laienchöre der Region.

## Struktur
Aktuell besteht der Chor aus rund 75 aktiven Sängern aus Uetersen und den umliegenden Gemeinden. Das Alter reicht von sechs bis neun Jahren in den Vorchören und von neun bis 29 Jahren im Hauptchor.

### Vorchöre & Kurrende
Zur Nachwuchsgewinnung begeben sich die Stimmbildner Marlen Hachmann und Sönke Tams Freier jedes Jahr in die ersten Klassen der Schulen in der Umgebung Uetersens, um potenzielle Talente zu entdecken. Diese bekommen eine Einladung zu einem Elternabend, auf dem der Chor vorgestellt wird.
Die Vorchorzeit dauert drei Jahre. Während dieser Zeit werden den jungen Sängern fundamentale musikalische Fähigkeiten wie Notenlesen, Rhythmuslehre und eine kontrollierte Atmung beigebracht. Ab dem zweiten Jahr erhalten sie außerdem Stimmbildung.
Seit 2023 ist Marlen Hachmann die Leiterin der Vorchorgruppen. Sie studierte Schulmusik und Gesang (Lied und Oratorium), sowie Gesangspädagogik an der Hochschule für Musik und Theater Hamburg und war Stipendiatin der Oskar-und-Vera-Ritter-Stiftung Hamburg und der Fonte-Stiftung Berlin.
Auch die Vorchorgruppen geben schon alleine Konzerte. Sie dürfen außerdem bereits bei den großen Weihnachtskonzerten mitwirken.
Ab der Kurrende übernimmt Chorleiter Felix Renner die Proben, damit sich die angehenden Sänger umgewöhnen können.

### Konzertchor
Der Konzertchor besteht aus derzeit ungefähr 60 jungen Knaben- und Männerstimmen ab der vierten Klasse. Sie proben regelmäßig zweimal pro Woche für 1½ Stunden. Abwechselns wird in Stimmgruppen getrennt (Sopran, Alt, Männerstimmen) und mit dem vollen Chor geprobt. Zudem finden vor Konzerten oft Wochenendprobe statt. Ausschließlich der Konzertchor nimmt an Reisen teil.

#### Sonux Ensemble
Anlässlich der 2013 bei dem Label Rondeau erschienenen CD „Light & Love“, für das Komponisten wie Eric Whitacre und Ola Gjeilo exklusiv Stücke komponierten, wurde ein neuer Name für den Männerstimmenchor bestimmt. Die Namenswahl „Sonux Ensemble“ erfolgte basisdemokratisch. Sonux setzt sich als Kunstwort aus den Begriffen Sonus (lat. „Klang“) und Lux (lat. „Licht“) zusammen.

## Große Konzerte

### Weihnachten
Jedes Jahr finden am 4. Adventswochenende traditionell die Weihnachtskonzerte der Chorknaben in der Klosterkirche Uetersen statt. Es ist in der Regel das einzige Konzert im Jahr, bei dem der Konzertchor gemeinsam mit den Vorchören auftritt. Teils wirken Gastkünstler dabei mit, die solistisch oder mit dem Chor gemeinsam auftreten. 2023 wurde der Chor von Esperanza Ehrle an der Harfe und Ang Quan Dao an der Violine begleitet. 2012 hat der Pianist Tobias Forster von den Klazz Brothers bekannte Weihnachtslieder arrangiert und dazu improvisiert. 2010 las Sky du Mont in diesem Rahmen eine Weihnachtsgeschichte vor.

### Matthäus-Passion im Hamburger Michel
Die Knabenstimmen durften bis 2019 jedes Jahr aufs neue bei der Aufführung der Matthäus-Passion von Johann Sebastian Bach im Hamburger Michel am Palmsonntag mitwirken.

### Weitere große Konzerte
- 2023: Mitwirken der Männerstimmen am Benefizkonzerts des Hamburger Ärzteorchesters in der Elbphilharmonie
- 2022: Auftritt in der Fernsehsendung Weihnachten mit dem Bundespräsidenten
- 2010: Elias von Felix Mendelssohn Bartholdy gemeinsam mit einem Chor und Orchester des Blue Lake Fine Arts Camps aus Michigan
- 2009: Aufführung von Messias Superstar, einem Arrangement von Tobias Forster des Messiah von Georg Friedrich Händel, gemeinsam mit den Klazz Brothers & Cuba Percussion
- 2005: Jubiläumskonzert Carmina Burana von Carl Orff mit I Vocalisti

## Reisen

### Probenfahrten
In den Frühjahrs- und Herbstferien fahren die Chorknaben auf einwöchige Proben. Regelmäßige Ziele sind Schloss Noer in Schleswig-Holstein, das Jugendfreizeitheim Silberborn im niedersächsischen Landkreis Holzminden und die Jugendbildungsstätte Barmstedt. Neben der Probenarbeit besteht die Woche aus einem ergänzenden Freizeitangebot.

### Konzertreisen
Etwa alle zwei Jahre findet eine große internationale Konzertreise statt. Dabei werden häufig Kontakte zu anderen Chören geknüpft oder gepflegt, genauso gibt es Gegenbesuche. Die Unterkunft findet oft in Gastfamilien statt, auch zum Zweck des Kennenlernens von Land und Kultur. So besuchten die Chorknaben bereits Russland, Italien, Ungarn, Belgien, Polen, England, die Niederlande, Schweden, Dänemark, Lettland, Estland und die USA sowie weitere, vorwiegend europäische Staaten.

#### Tournee durch Skandinavien 2018
2018 sind die Chorknaben durch Dänemark und Schweden gereist, um Chöre wie den Stockholmer Knabenchor, den Linköpinger Knabenchor und den Kopenhagener Knabenchor zu treffen und mit ihnen zu singen. Konzerte fanden in Linköping, Stockholm und Uppsala statt.

#### Tournee durch Deutschland 2016
Reiseziel 2016 waren Orte in Deutschland.

#### Istanbul Korofest September 2014
Im September 2014 nahmen die Männerstimmen unter ihrem neuen Namen „Sonux Ensemble“ am Korofest in Istanbul (Türkei) teil.

#### Tournee durchs Baltikum im Herbst 2013
In den Herbstferien 2013 sind die Chorknaben mit einem Doppeldeckerbus durch das Baltikum getourt. Dabei gaben sie Konzerte in Tallinn, Estland mit dem Tallinner Knabenchor und in Riga (Lettland) mit dem Rigaer Mädchenchor, welcher im Frühjahr 2014 einen Gegenbesuch abstattete.

#### USA-Reise 2011
In den Sommerferien 2011 flogen zunächst nur die Männerstimmen für eine Woche zu Konzerten nach New York City, unter anderem in der Trinity Church in Manhattan. In Chicago stießen dann die Knabenstimmen hinzu. Von hier aus ging es mit dem Bus am Lake Michigan entlang, u. a. zum Summerfest in Milwaukee und für ein Konzert im Blue Lake Fine Arts Camp. Weitere zwei Tage hielt sich der Chor in Chicago auf.

#### Frühere Reisen
- 2007: Tour durch Schweden nach Uppsala und Stockholm.
- 2006: Teilnahme der Knabenstimmen an der Songbridge-Gala bei Europa Cantat mit dem Knabenchor aus Sofia und dem Knabenchor „Jazep Medins“ aus Lettland in Mainz.

### Zeltlager
Das Zeltlager in Lauenstein am Ith hat historisch eine wichtige Bedeutung für die Chorknaben Uetersen. Der Chor ist aus der kirchlichen Jungschar, die jedes Jahr dort ein Zeltlager in den Sommerferien veranstaltete, hervorgegangen. Mit dem allgemeinen Chorprogramm hat es aber nur wenig zu tun. Gesungen wird nur abends am Lagerfeuer ohne großen künstlerischen Anspruch mit Gitarrenbegleitung. Es werden Geländespiele im Wald gespielt, Wanderungen unternommen und Türme und Höhlen gebaut. Bei gutem Wetter besuchen die Chorknaben gerne das naheliegende Naturbad in Lauenstein. Verpflegt werden sie mittags und abends vom dortigen Naturfreundehaus.

## Vorstand
Federführend wird der Verein durch ehrenamtliche Ehemalige oder Eltern der Chorknaben geführt. Seit 2023 ist Rainer Maas 1. Vorsitzender und seit 2024 Basti Stroemer 2. Vorsitzender. Diese treffen sich mehrmals im Monat mit anderen Vorstandsmitgliedern um anstehende Projekte zu planen.

## Förderverein
Unterstützt werden die Chorknaben Uetersen von den rund 220 Mitgliedern des Vereins der Freunde und Förderer der Chorknaben Uetersen e.V. Dieser Förderverein wurde 1973 gegründet. Barbara Ostmeier ist die 1. Vorsitzende.

## Auszeichnungen
- 2008: Erster Preis beim 1. Internationalen Chorwettbewerb des DCV in Bremen in der Kategorie Romantik (Leistungsstufe A) und für den Vortrag eines Volksliedes (Männerstimmen)[2]
- 2007: „Bester Männerchor Schleswig-Holsteins“ Chorfestival „Schleswig-Holstein singt“ auf Gut Salzau (Männerstimmen)[2]
- 2006: Erster Preis beim NDR-Chorwettbewerb „Der Norden singt“[4]
- 2005: „International sehr gut“ beim Internationalen Kammerchorwettbewerb Marktoberdorf (Männerstimmen)[2]
- 2002: Erster Preis bei dem Wettbewerb „Schleswig-Holstein singt“
- 2002: „Bester Männerchor Deutschlands“ beim sechsten deutschen Chorwettbewerb in Osnabrück (Männerstimmen)[2]
- 2000: Zweiter Preis bei einem Kinderchorwettbewerb des ZDF
- 2020: „Drosteipreis – Der Kulturpreis des Kreises Pinneberg“[5][6]

## Diskografie
- Chorkonzert (1981)
- Die Schöpfung (Live Klosterkirche Uetersen 2001)
- O du schöner Rosengarten (2002)
- Spirituals (2005)
- Vom Himmel hoch ... (Live)
- Light & Love (2013) unter dem Namen Sonux Ensemble mit dem Saxophonisten Stefan Kuchel und dem Sirius String Quartet aus New York City
- Odi et Amo 2.0 (2018) von Ugis Prauslins